# Ranunculus aquatilis
Ranunculus aquatilis là một loài thực vật có hoa trong họ Mao lương. Loài này được Carl von Linné miêu tả khoa học đầu tiên năm 1753.

## Hình ảnh

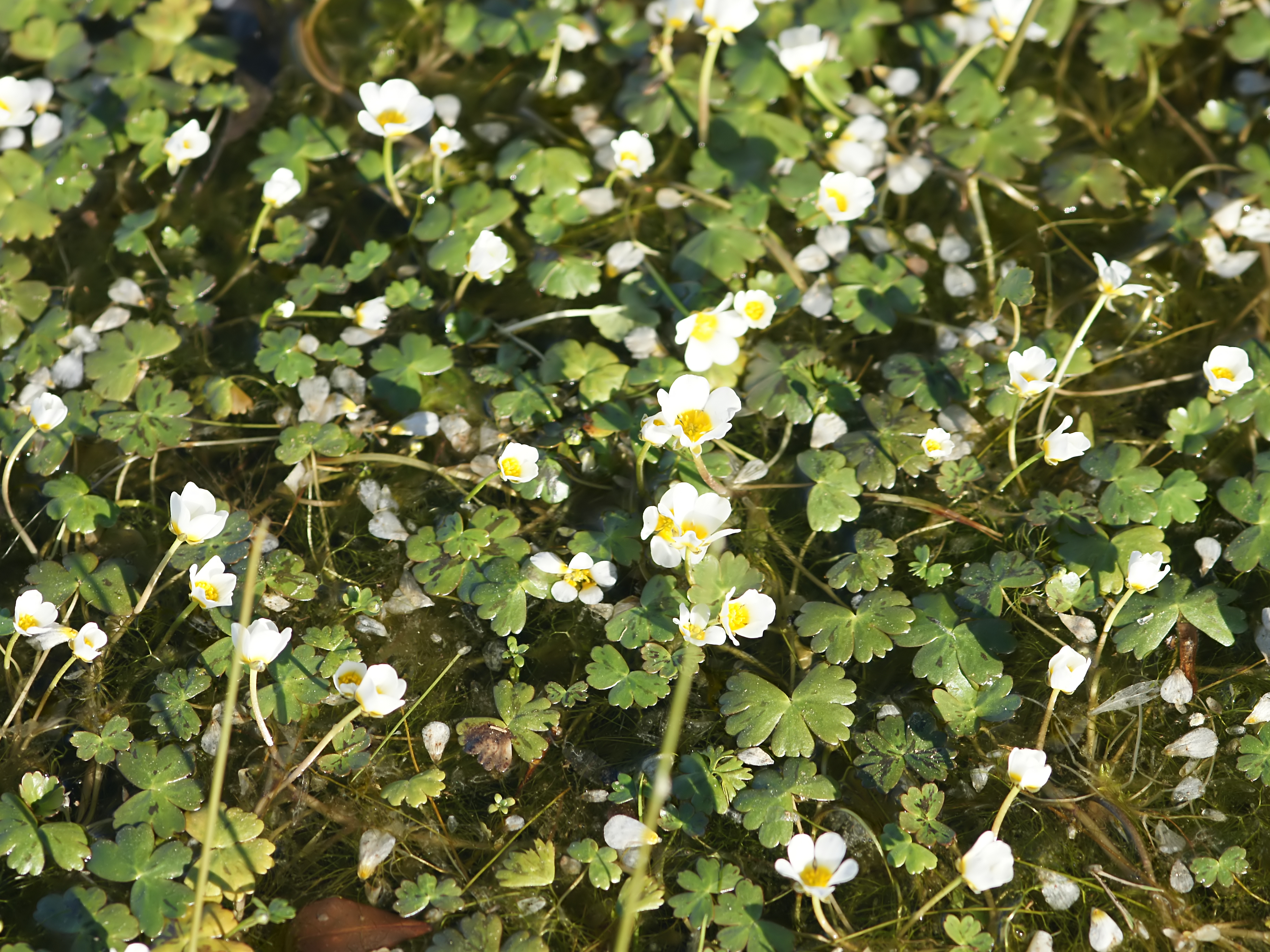
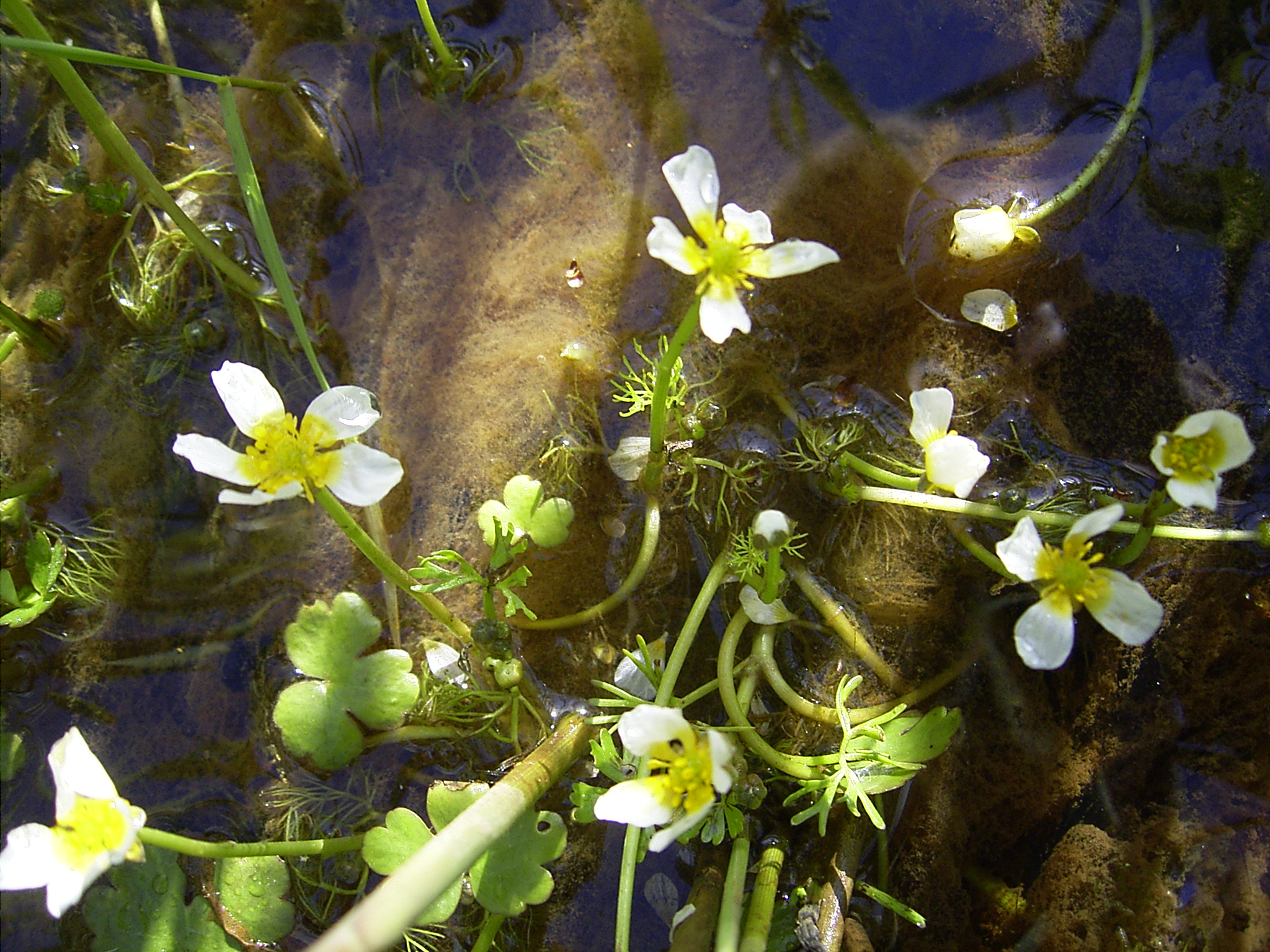
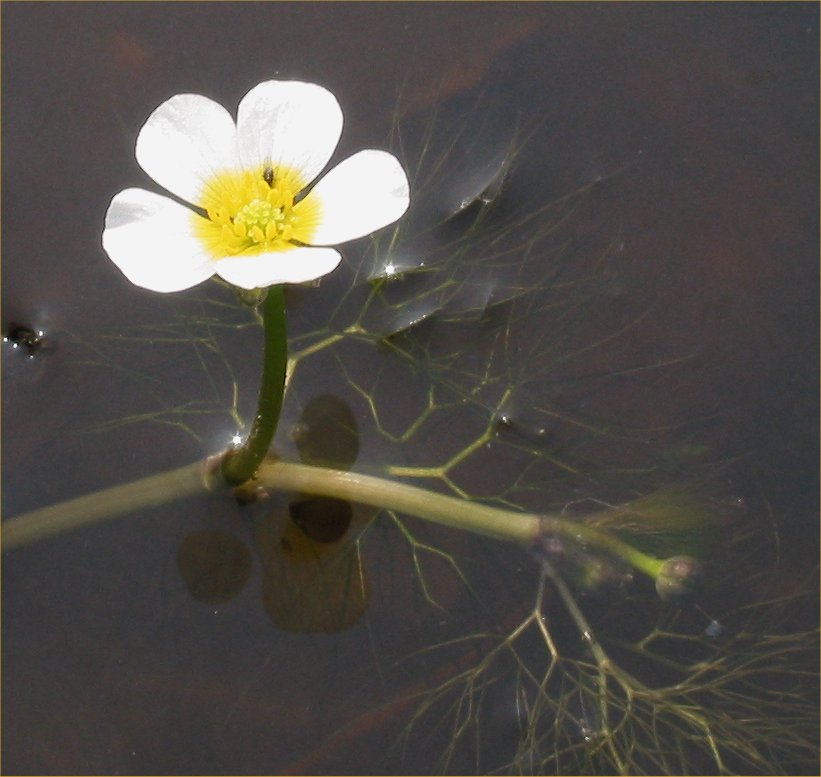
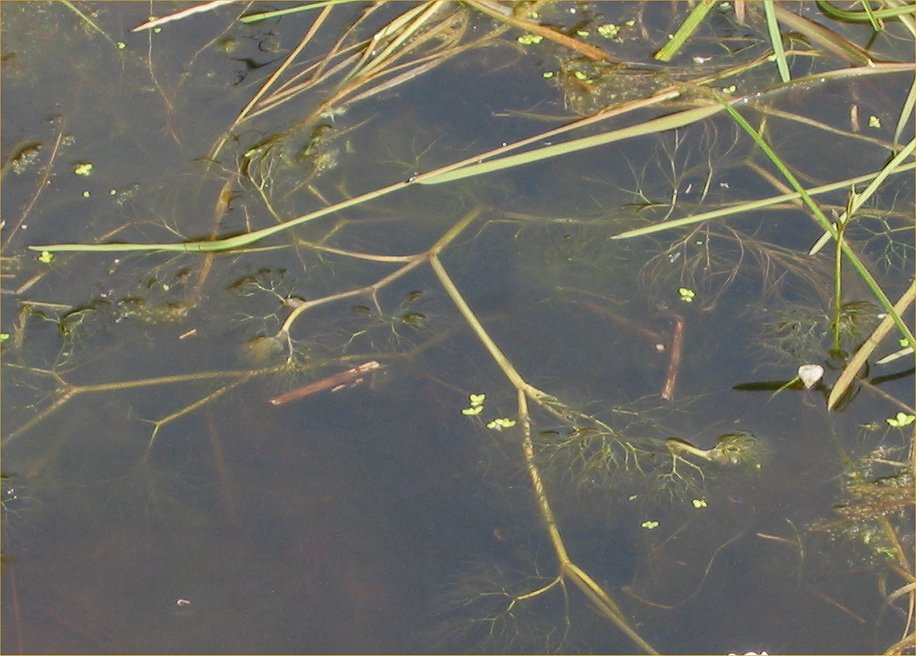